# Charlotte Vega (actrice)
Charlotte Vega (Madrid, 10 februari 1994) is een Spaans actrice. Ze is onder andere bekend van haar hoofdrol in de film Wrong Turn.

## Biografie
Charlotte Vega werd geboren in Madrid, maar groeide op in Londen. Haar ouders zijn van Britse komaf en haar grootouders komen uit Andalusië. Charlotte's vader sprak Spaans en haar moeder Engels. Na improvisatietheater te hebben gevolgd, verliet ze op zeventienjarige leeftijd haar school om zich te kunnen focussen op haar acteercarrière.
In 2012 had Vega haar eerste filmrol te pakken in REC 3: Genesis. In 2013 volgden twee kleine rollen in Los Innocentes en Another Me. In haar geboorteland werd Vega bekend door haar rol in de televisieserie El secreto de Puente Viejo naast Álvaro Morte. Haar volgende rollen had Vega in The Refugees, waar ze in zeven afleveringen voorkwam, en in Velvet.  In 2017 had Vega een bijrol in de actiefilm American Assassin en een hoofdrol in de Netflix film The Lodgers. In 2021 had Vega opnieuw een hoofdrol te pakken in de horrorfilm Wrong Turn, een Reboot van Wrong Turn uit 2003. In deze film speelt Vega een meisje dat samen met vriendinnen gaat hiken in de natuur, maar van het gebaande pad geraakt en wordt gedwongen om zich bij de lokale bevolking te vestigen.

## Filmografie

### Films
| Jaar | Titel             | Rol                 | Opmerkingen |
| ---- | ----------------- | ------------------- | ----------- |
| 2012 | Rec 3: Genesis    | Dama de honor 2     |             |
| 2013 | Los Innocentes    | Eve                 |             |
| 2013 | Another Me        | Monica Meldrum      |             |
| 2014 | The Misfits Club  | Valeria             |             |
| 2017 | Danielle          | Danielle            | Korte film  |
| 2017 | The Bookshop      | Kattie              |             |
| 2017 | Proyecto tiempo   | Eva (Joven)         |             |
| 2017 | The Lodgers       | Rachel              |             |
| 2017 | American Assassin | Katrina Harper      |             |
| 2017 | Provenance        | Sophia              |             |
| 2018 | La Banda          | Alicia              |             |
| 2020 | Mosquito State    | Lena del Alcázar    |             |
| 2020 | Burial            | Lt. Brana Brodskaya |             |
| 2021 | Wrong Turn        | Jennifer Jenn Shaw  |             |
| 2022 | Éden              | Marina              |             |
| 2024 | Utopia            | Alexis              |             |
| 2025 | Man with No Past  | Morgan              |             |

### Televisieseries
| Jaar      | Titel                      | Rol                   | Opmerkingen     |
| --------- | -------------------------- | --------------------- | --------------- |
| 2013-14   | El Secreto de puento viejo | Rita Andrade          | 53 afleveringen |
| 2014-2015 | The Refugees               | Sofía                 | 7 afleveringen  |
| 2015      | Velvet                     | Lucía Marquez         | 12 afleveringen |
| 2016      | Lo que escondían sus ojos  | Carmen Díez de Rivera | Miniserie       |
| 2020      | Warrior Nun                | Zori                  | 4 afleveringen  |
| 2023      | Who is Erin Carter?        | Penelope              | Miniserie       |
| 2023      | The Castaways              | Amber                 |                 |